# 덕

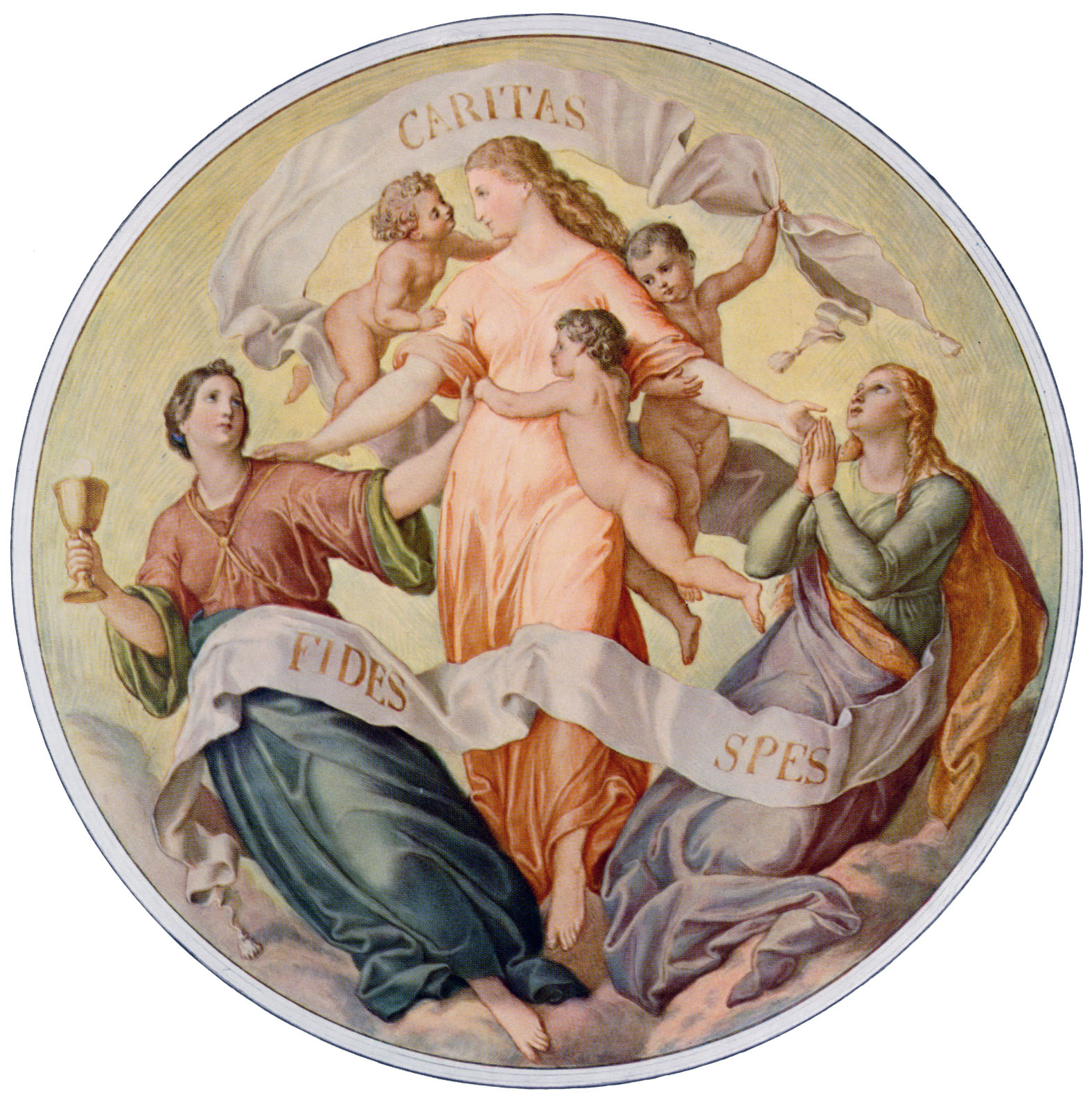

덕(德)은 노력이나 수양이나 교육으로 사회적인 규범이라든가 도덕을 닦아 성취하여, 그 결과 애쓰지 않아도 규범이나 바른 길을 저절로 행할 수 있게 된 사람, 또는 그 상태를 뜻한다. 따라서 덕이 있는 사람의 인격은 선이며, 행실은 올바르고 그 인품은 남의 숭배를 받는다. 또한 덕은 훌륭한 성격 · 능력 · 혜택 · 부 · 이익 등을 뜻하기도 한다.
올바른 덕은 미덕(美德)이라고 하며, 그것의 반대는 악덕(惡德)이라고 한다.

## 같이 보기
- 아힘사
- 무사도
- 공동선
- 결과주의
- 방어 기제
- 도덕의 진화
- 이상 (윤리학)
- 비폭력